# Gemonio
Gemonio (Gimòn en patois) est une commune italienne de  2.907 habitants de la province de Varèse dans la région Lombardie en Italie.

## Administration
| Période                                  | Période  | Identité    | Étiquette | Qualité      |
| ---------------------------------------- | -------- | ----------- | --------- | ------------ |
| 05/04/2005                               | En cours | Fabio Felli |           | entrepreneur |
| Les données manquantes sont à compléter. |          |             |           |              |

### Communes limitrophes
Autour de Gemonio on trouve les villages de:
- Azzio
- Cocquio Trevisago
- Besozzo
- Caravate
- Cittiglio
- Brenta

| Cittiglio | Brenta  |                   |
| Caravate  | Gemonio | Azzio,Orino       |
|           | Besozzo | Cocquio-Trevisago |